# Swag
Swag, von englisch to swagger (‚prahlen‘, ‚stolzieren‘, eigentlich aber ‚umhergehen‘, ‚schlendern‘), steht in der Jugendsprache für eine beneidenswerte, lässig-coole Ausstrahlung bzw. eine charismatisch-positive Ausstrahlung – oft auch mit einer ironischen Konnotation gebraucht. Im Jahr 2011 wurde die Bezeichnung zum Jugendwort des Jahres gewählt. Der Begriff steht zudem für Werbegeschenke.

## Geschichte
Im deutschsprachigen Raum wurde der Anglizismus Ende 2010 durch den österreichischen Rapper Money Boy bekannt. Dieser hatte den Original-Song Turn My Swag On des amerikanischen Musikers Soulja Boy als Dreh den Swag auf gecovert und erreichte damit in 14 Monaten (zwischen Oktober 2010 und Dezember 2011) ca. 14 Millionen Klicks bei YouTube (bis September 2014 dann „nur“ noch weitere 6 Millionen Klicks).
Eine recht weit verbreitete Annahme (wahrscheinlich eine Urban Legend) besagt, dass SWAG in den 1960er Jahren ein in der Schwulen-Szene von Los Angeles verbreitetes Codewort für Secretly We Are Gay (dt.: ‚Insgeheim sind wir schwul‘) gewesen sei. Der Wahrheitsgehalt dieser Annahme ist jedoch sehr umstritten. Wahrscheinlicher ist, dass es sich bei dieser Erklärung vielmehr um ein pejoratives Backronym handelt.
Swag war bereits vorher als englisches Wort in unterschiedlichen Bedeutungen verbreitet. Das Wort kam im 13. oder 14. Jahrhundert von dem Skandinavischen svagga oder Altnordisch sveggja für „unstet wanken; taumeln“ ins Englische, vgl. auch engl. sway und swing, sowie um 1580 auch als Bezeichnungen für eine „große, polternde Person“. 1794 kam die Bedeutung Girlande hinzu und 1839 „Beute, Diebesgut“. Eng verwandt ist auch das Verb swagger um 1580, wie es auch bei Shakespeare auftaucht, und „aufsässig/unverschämt herumstolzieren“ bzw. „prahlen“ bedeutet.

### Backronyme
Folgende backronymische (Um-)Deutungen sind nicht Ursprung des Wortes Swag:
- Souvenirs, wearables, and gifts
- Stuff we all get
- Stuff we ain’t got
- Scientific wild arsed guess
- Stolen without a gun
- Sold without a guarantee
- Sexy with a bit of gangster
- She Wants A Gentleman[5]

## Belege
1. 1 2 3 4  Deutsche Sprache : "Swag" ist das Jugendwort des Jahres 2011 – Nachrichten Kultur. Die Welt, 4. Dezember 2011, abgerufen am 4. September 2014.
2. ↑  Dreh den Swag auf. Money Boy via YouTube, 6. Oktober 2010, abgerufen am 2. September 2014 (20.089.403 Zugriffe bis zum 2. September 2014, 16:32:47).
3. 1 2 3 4 5  Etymology of Swag. snopes.com, 26. September 2012, abgerufen am 4. September 2014.
4. 1 2 3 4  swag. In: Online Etymology Dictionary. Abgerufen am 29. November 2014 (englisch).
5. ↑  She Wants A Gentleman. Abgerufen am 15. Juni 2016.